# Stanleyjev pokal
Stanleyjev pokal (angleško Stanley Cup, francosko La Coupe Stanley) je hokejski pokal, ki ga vsako leto dobi zmagovalni klub končnice lige NHL. Pokal obdajajo številne legende in običaji, najstarejši izmed njih je proslavljanje osvojitve pokala s pitjem šampanjca iz njega. Za razliko od pokalov, ki jih podeljujejo za ostale tri glavne profesionalne severnoameriške lige, NBA, MBL in NFL, Stanleyjev pokal ni izdelan vsako leto na novo, prvaki ga obdržijo le do konca naslednje končnice lige. Edinstven je tudi po tem, ker so na njem vgravirana imena igralcev, trenerjev, menedžerjev in osebja zmagovalnih klubov. Originalni pokal je bil narejen iz srebra ter bil visok 18,5 cm in imel premer 29 cm. Sedanji pokal ima vrh iz kopije originalnega pokala, narejen je iz zlitine srebra in niklja, visok je 89,54 cm, težak pa 15,5 kg. 
Z napisom Dominion Hockey Challenge Cup je bil originalni pokal leta 1982 podarjen generalnemu guvernerju Kanade, Lordu Stanleyju of Prestonu, kot nagrado za kanadski najboljši amaterski hokejski klub. Prvič je bil podeljen leta 1893 klubu Montreal HC. Leta 1915 sta dve profesionalni hokejski organizaciji, National Hockey Association (NHA) in Pacific Coast Hockey Association (PCHA), dosegli gentlemanski dogovor, po katerem sta prvaka lig NHA in PCHA igrala za Stanleyjev pokal. Po seriji združitev in zatonov lig je pokal postal de facto pokal prvakov lige NHL leta 1926. Leta 1947 pa je postal tudi de jure nagrada za zmagovalca liga NHL. 